# Puebla de Sanabria
Puebla de Sanabria (en sanabrés: La Viella)   es un municipio y localidad española de la provincia de Zamora, en la comunidad autónoma de Castilla y León. El municipio de Puebla está situado en el noroeste de la provincia, en la comarca natural de Sanabria. Además de Puebla, su término municipal incluye las localidades de Castellanos, Robledo y Ungilde. El municipio, que tiene una superficie de 81,39 km², cuenta con 1366 habitantes (INE 2024). El núcleo de Puebla dista 112 km de la capital provincial, Zamora, así como 148 km de León, 148 km de Orense y 42 km de Braganza (Portugal).
El casco urbano de Puebla se encuentra en un territorio al que la naturaleza ha dotado de especiales características defensivas, modeladas a lo largo de los siglos por el arroyo Ferrera y los ríos Tera y Castro, que la han dotado de su especial fisonomía de espigón. Además, su ubicación estratégica junto a la frontera con Portugal, hizo que esta plaza fuera desde antiguo una villa aforada, fortificada y amurallada, con un notable protagonismo en la formación histórica del territorio que la rodea. Fue sede de un notable poder militar, eclesiástico y político que a lo largo de los siglos generó un rico patrimonio arquitectónico y monumental, el cual llevó a que en 1994 la villa fuera declarada bien de interés cultural en la categoría de conjunto histórico. Asimismo, destaca el notable nivel de conservación de su patrimonio paisajístico y medioambiental, de características similares a las del cercano espacio natural protegido del parque natural del Lago de Sanabria.
Está catalogado como Uno de Los Pueblos Más Bonitos de España desde el año 2017 y pertenece desde entonces a la asociación homónima.

## Toponimia
Puebla es un topónimo recurrente en la geografía española y que suele deber su origen a la fundación o refundación de una villa sobre la base de una carta puebla otorgada por monarca o, en ocasiones, por cargo eclesiástico. Este parece ser el origen de la primera parte del topónimo de esta localidad, a la que Alfonso IX de León la convirtió en una de sus pueblas el 1 de septiembre de 1220, tras concederle una carta puebla inspirada en el Fuero de Benavente. La razón última de otorgarle esta distinción, surgió de la necesidad de crear en la zona un sólido bastión leonés que reforzara la frontera con Portugal, idea que se ve reforzada con la coetánea reedificación y mejora de castillo y murallas de esta villa.

«En el nombre de nuestro Sennor Iesu Christo, amen. Guisada cosa ese pertenece a todo rey christiano de dar a la su puebla nueva tales fueros e tales derechos, e tales costumbres de justicia, e confirmarlos por siempre jamás, que la puebla nueva reciba acrecimiento en bondat e en valor de su conceyo entre las otras pueblas antiguas de su reyno, e de apremiar a los malos en su soberbia e confonder a los soberbiosos en su maldad, de manera que guarden la onrra e el prez de su rey en todas las cosas, e quel fagan buen servicio e leal a él e a todos aquellos que vernán dél; e despues que el rey católico todo esto ouiere ordenado con sus pobladores, debe dar en scripto todo aquello que fuese ordenado e sea estable siempre firme. E otrosí, que los pobladores no reciban danno en sus fueros por olvidanza, e por aquesto yo don Alfonso, rey de León, fago carta a vos los pobladores de Senabria, también a aquellos que agora son como a los otros que vernán despues e a toda la vuestra generación, de vuestros fueros que sea valedera por siempre e porque vos e vuestros fijos e vuestros nietos e a todos aquellos que de vos vernán, vivades siempre en paz y en mansedumbre, e porque los malos e los soberbios sean castigados en todas maneras segun aquestos fueros buenos que vos recibides de mi por la gracia de Dios e por los vuestros buenos merecimientos.»
Fuero dado a Puebla de Sanabria por Alfonso IX. Reformado y romanceado por Alfonso X

Más controvertido es el origen de Sanabria, la segunda parte de su topónimo, aunque en cualquier caso se le asocia una filiación prerromana. Una de las opciones más seguidas para explicar su origen es la que señala el vocablo «senabriga» y este, a su vez, formado por un elemento inicial de origen preindoeuropeo «sen, 'monte'» y por otro de origen celta «-briga; 'fortificación', 'fortaleza' o 'castro, por lo que significaría 'fortificación', 'fortaleza' o 'castro en el monte'. Otros investigadores indican un origen íbero, vinculando esta palabra con ese, que significaría 'casa', y nabar, que significaría 'planicie entre montañas receptoras de agua'.

### Gentilicio
El gentilicio de Puebla de Sanabria es merujeros. Este nombre viene dado por la presencia en los alrededores de la villa de merujas (Montia fontana), una planta herbácea muy apreciada gastronómicamente en la comarca.[cita requerida]

## Geografía

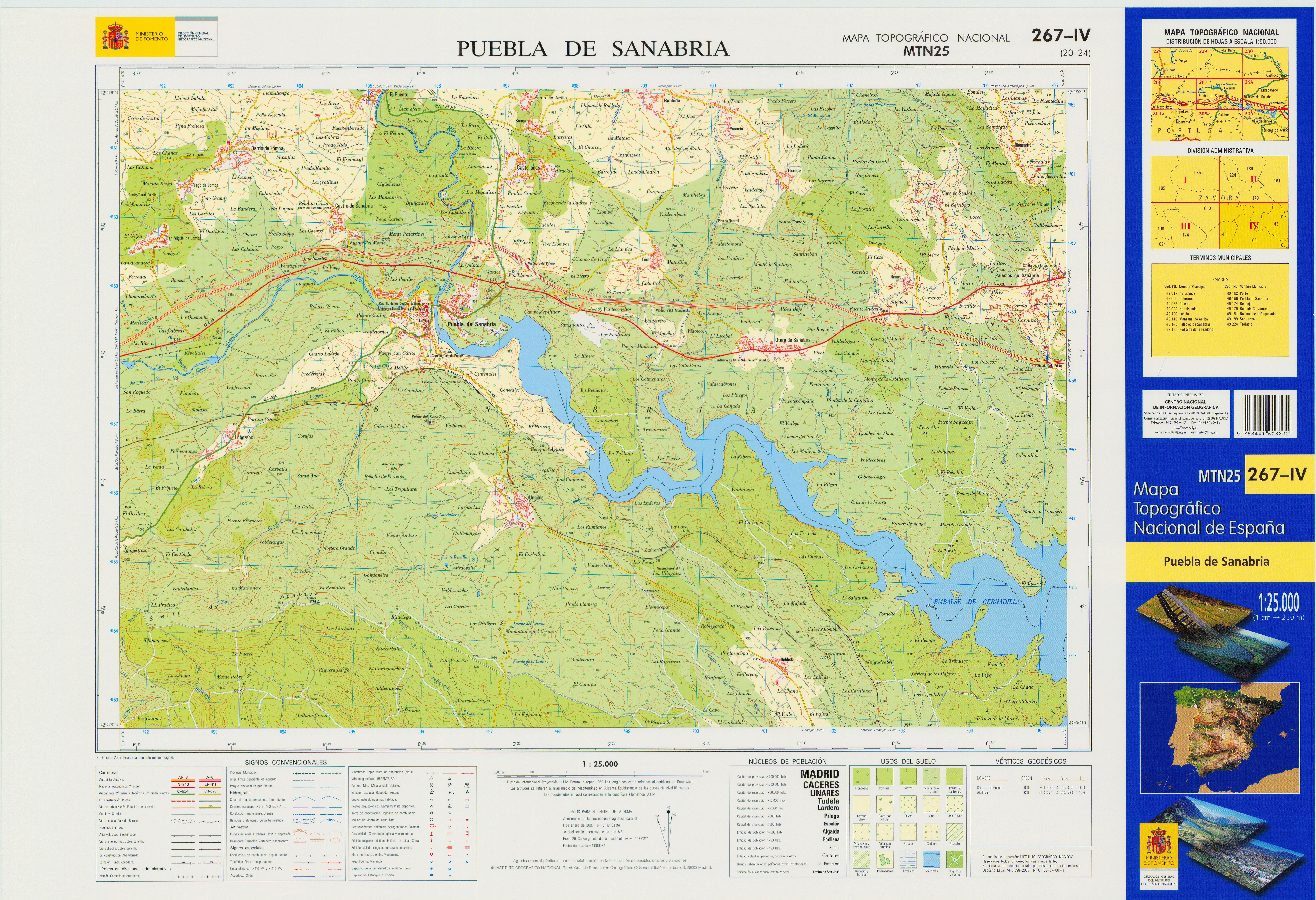
Hoja 267 del Mapa Topográfico Nacional de España 2007 en el que se representa Puebla de Sanabria

Se encuentra enclavada en la comarca de Sanabria, al noroeste de la provincia de Zamora, en la zona limítrofe con Portugal, Galicia y la provincia de León. Pertenece a la unidad natural homogénea denominada «Valle de Sanabria», un extenso valle alargado que, con dirección noroeste-sureste, en sus cotas más bajas es recorrido por el río Tera. El valle está delimitado por la sierra de la Cabrera al norte, la sierra de la Culebra al sur, la sierra Segundera al oeste, mientras que al este se abre hacia el territorio más llano de La Carballeda, preludio de la depresión del Duero.
| Noroeste: Cobreros, Galende y Trefacio | Norte: Robleda-Cervantes y Palacios de Sanabria             | Nordeste: Palacios de Sanabria                  |
| Oeste: Pedralba de la Pradería         |                                                             | Este: Palacios de Sanabria y Manzanal de Arriba |
| Suroeste: Pedralba de la Pradería      | Sur: Pedralba de la Pradería, Portugal y Manzanal de Arriba | Sureste: Manzanal de Arriba                     |

### Geología
Rica en hermosos paisajes y en una cultura tradicional que pervive. Persisten a su vez, valores geográficos de gran interés, huellas que han dejado los glaciares, como el lago de Sanabria y las numerosas lagunas de la sierra, así como una flora y fauna muy especial y excepcionalmente variada. Junto a esta belleza y variedad natural, encontramos también una profunda cultura popular, claramente diferenciada del resto de las zonas limítrofes, crecida al amparo de este enclave natural único, y respaldada por una amplia historia de la cual podemos encontrar también, abundantes muestras a lo largo y ancho de la comarca.
El relieve del municipio tiene dos partes diferenciadas. Por el norte se extiende el valle del río Tera, que atraviesa parte del territorio incluyendo el núcleo urbano, donde recibe las aguas del río Castro antes de abrirse en el embalse de Cernadilla. Al sur del río comienzan las elevaciones de la sierra de la Culebra, donde se superan los 1000 m de altitud. 
La altitud del territorio oscila entre los 1176 m (Atalaya) al oeste, junto a la sierra de la Atalaya, y los 900 m en el embalse de Cernadilla. El pueblo se alza a 929 m sobre el nivel del mar.

### Clima
Puebla de Sanabria y el valle de Sanabria, o si se quiere la comarca de Sanabria, se encuentran situadas en un territorio fronterizo con influencias tanto mediterráneas como atlánticas. En este sentido, dos de las sierras que rodean el valle, concretamente las sierras Segundera -por el oeste- y Cabrera -por el norte-, marcan el límite entre el clima atlántico y mediterráneo, convirtiendo a Sanabria en un territorio de transición climática. De esta forma, tienen especial importancia las diferentes orientaciones de las cimas, laderas y valles de este territorio, al ser este el factor determinante de que predomine uno u otro de los dos ambientes. El predominio atlántico está presente en las laderas con orientación norte y oeste, mientras que las de exposición sur y este son de predominio mediterráneo. A todo lo anterior hay que unir las condiciones extremas de las altas cumbres, donde han sobrevivido y evolucionado especies desde hace más de 10 000 años.
En el caso de Puebla de Sanabria, su casco urbano se encuentra situado a unos 941 m s. n. m. y cuenta con una orientación este. Ambos condicionantes propician que esta localidad cuente con unas características climáticas predominantes del mediterráneo templado-húmedo, al contar con cierta influencia atlántica. Así pues, su temperatura media anual ronda los 10 °C, con notable amplitud térmica, y la precipitación media se aproxima a los 1000 mm/año. El invierno se caracteriza por ser frío, con heladas frecuentes; mientras que en el verano las temperaturas son suaves.
Según la clasificación climática de Köppen, Puebla de Sanabria tiene un clima Csb (mediterráneo continentalizado con verano suave).
| Parámetros climáticos promedio de Puebla de Sanabria (941 m s. n. m.) (Periodo de referencia: 1971-2000) | Parámetros climáticos promedio de Puebla de Sanabria (941 m s. n. m.) (Periodo de referencia: 1971-2000) | Parámetros climáticos promedio de Puebla de Sanabria (941 m s. n. m.) (Periodo de referencia: 1971-2000) | Parámetros climáticos promedio de Puebla de Sanabria (941 m s. n. m.) (Periodo de referencia: 1971-2000) | Parámetros climáticos promedio de Puebla de Sanabria (941 m s. n. m.) (Periodo de referencia: 1971-2000) | Parámetros climáticos promedio de Puebla de Sanabria (941 m s. n. m.) (Periodo de referencia: 1971-2000) | Parámetros climáticos promedio de Puebla de Sanabria (941 m s. n. m.) (Periodo de referencia: 1971-2000) | Parámetros climáticos promedio de Puebla de Sanabria (941 m s. n. m.) (Periodo de referencia: 1971-2000) | Parámetros climáticos promedio de Puebla de Sanabria (941 m s. n. m.) (Periodo de referencia: 1971-2000) | Parámetros climáticos promedio de Puebla de Sanabria (941 m s. n. m.) (Periodo de referencia: 1971-2000) | Parámetros climáticos promedio de Puebla de Sanabria (941 m s. n. m.) (Periodo de referencia: 1971-2000) | Parámetros climáticos promedio de Puebla de Sanabria (941 m s. n. m.) (Periodo de referencia: 1971-2000) | Parámetros climáticos promedio de Puebla de Sanabria (941 m s. n. m.) (Periodo de referencia: 1971-2000) | Parámetros climáticos promedio de Puebla de Sanabria (941 m s. n. m.) (Periodo de referencia: 1971-2000) |
| Mes | Ene. | Feb. | Mar. | Abr. | May. | Jun. | Jul. | Ago. | Sep. | Oct. | Nov. | Dic. | Anual |
| --- | --- | --- | --- | --- | --- | --- | --- | --- | --- | --- | --- | --- | --- |
| Temp. máx. media (°C)                                                                                    | 7.2 | 9.4 | 12.7 | 13.9 | 17.4 | 23.1 | 27.2 | 27.2 | 23.2 | 16.4 | 11.3 | 8.3 | 16.4 |
| Temp. media (°C)                                                                                         | 2.4 | 3.8 | 6.0 | 7.6 | 10.9 | 15.3 | 18.2 | 17.8 | 14.8 | 10.0 | 5.9 | 3.6 | 9.7 |
| Temp. mín. media (°C)                                                                                    | -2.7 | -2.0 | -0.6 | 1.3 | 4.5 | 7.5 | 9.2 | 8.5 | 6.5 | 3.7 | 0.5 | -1.3 | 2.9 |
| Precipitación total (mm)                                                                                 | 114 | 86 | 52 | 72 | 83 | 43 | 22 | 21 | 51 | 110 | 113 | 149 | 922 |
| Fuente: Agencia Estatal de Meteorología                                                                  | | | | | | | | | | | | | |

## Historia

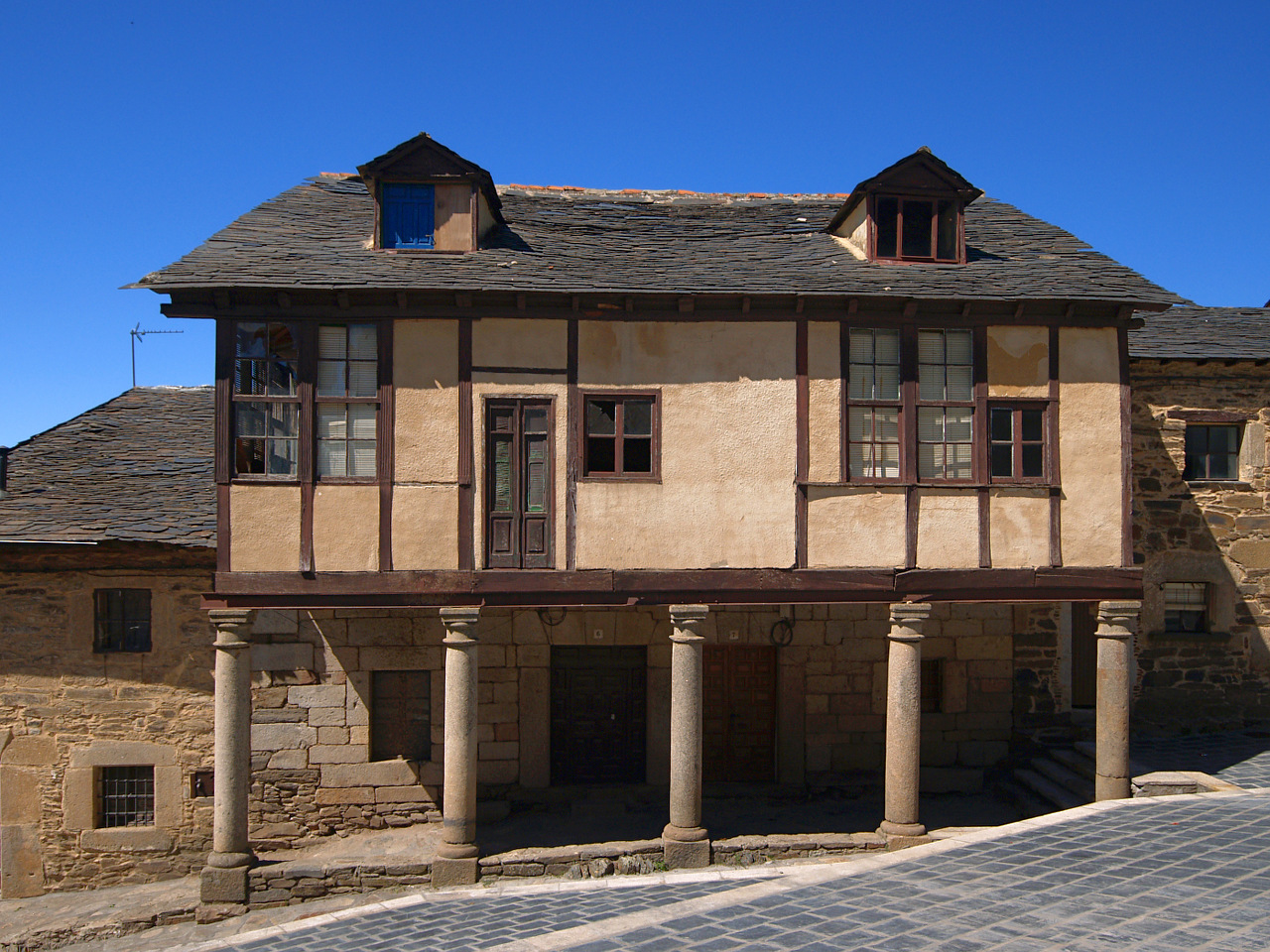
Vivienda tradicional

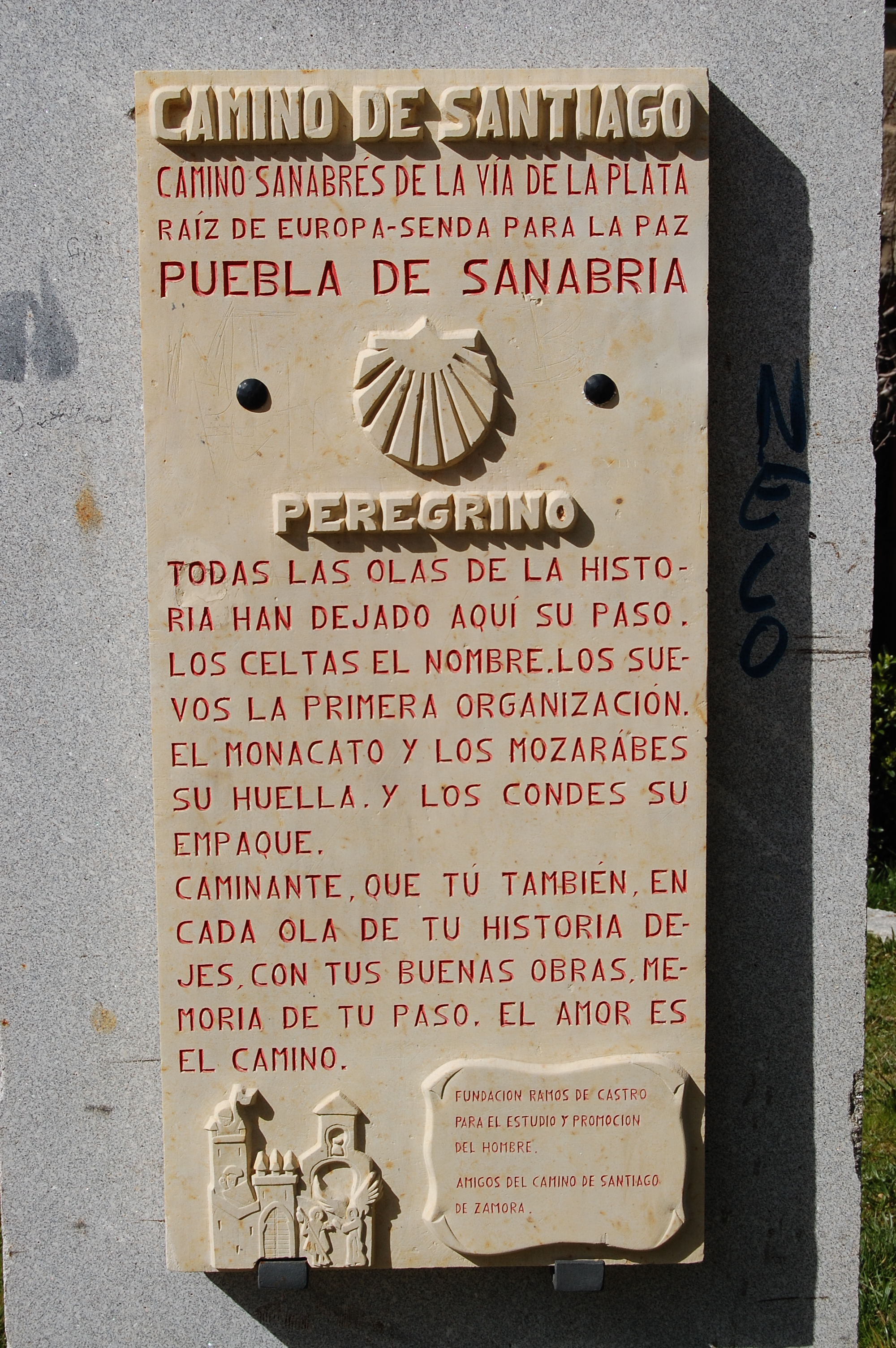
Puebla en el Camino de Santiago

Sanabria aparece documentada en una de las actas del concilio de Lugo del 509, aunque como indican no pocos autores, podría ser una referencia a la totalidad de la comarca sanabresa y no a la actual localidad de Puebla. Sanabria vuelve a ser documentada en el siglo VII, esta vez como parroquia sueva y ceca visigoda bajo el nombre de Senapria.
Es en el siglo X cuando se confirma la existencia de una Urbs Senabrie como referente territorial, según indican los primeros diplomas del monasterio de San Martín de Castañeda, época en la que la localidad quedó integrado en el Reino de León. Los historiadores han especulado sobre la posible existencia en esta época de algún tipo de fortificación en la puebla, impulsada por los reyes leoneses en su avance hacia el sur, dato que no ha podido ser respaldado por la documentación existente ni por los vestigios arqueológicos hallados.
La consolidación de este núcleo urbano como cabeza de toda la comarca sanabresa debió producirse a partir del reinado de Alfonso VII de León (1126 a 1157). En 1132 la villa ya contaba con un castillo, conforme se documenta a través de sus tenentes: conde Ponce Fernandizi (1132) y posteriormente su hermano Xemeno Fernandizi, Roderico Petri señor de Senabria et de Carvaleda (1150), del 1158 al 1161 Ponce de Cabrera y Rodrigo Pérez de Sanabria, Fernando Ponce (1164), en 1171 mandante Senabrie comité Poncius et comitissa María Fernándiz y Fernandus Aldefonsus (1188).

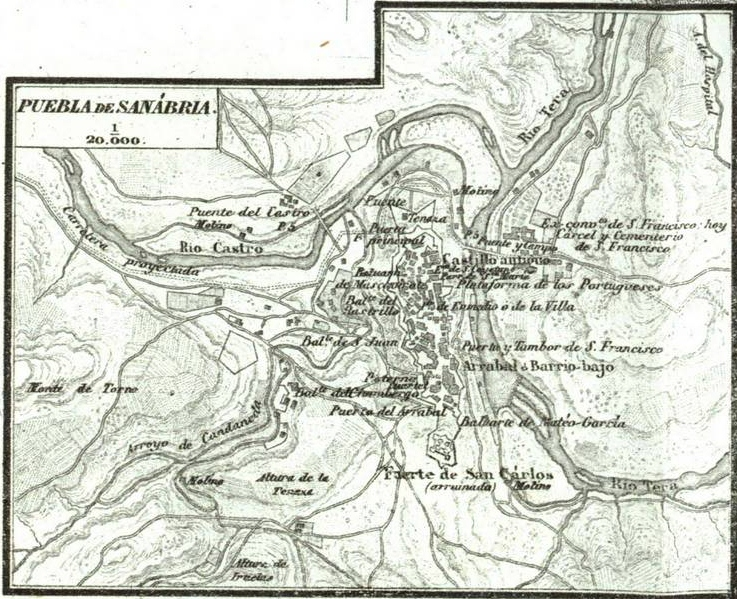
Mapa de Puebla de Sanabria publicado en 1863 y realizado por Francisco Coello

Alfonso IX de León organizó en el 1195 las funciones políticas, económicas, jurídicas y militares de Puebla de Sanabria, convirtiéndola en uno de los bastiones leoneses de la frontera con Portugal. Además, el 1 de septiembre de 1220 convirtió esta villa en una de sus pueblas, concediéndole una carta puebla, inspirada en el Fuero de Benavente, reedificando y mejorando además su castillo y sus defensas muradas. Es por tanto de esta época la innovadora planta del castillo de Puebla de Sanabria, con su forma cuadrangular, pero rematada en sus ángulos por cubos circulares, algo prácticamente inusual hasta la Baja Edad Media. El impulso dado a la villa por este monarca hizo que Puebla de Sanabria fuera adquiriendo a lo largo del siglo XII una notable relevancia económica, política y militar, que será mantenida con posterioridad, como muestra la confirmación y modificación parcial de su carta foral por el rey Alfonso X el Sabio(Sevilla, 19 de mayo de 1273).
Durante el siglo XIV, la villa fue propiedad de Juan Alfonso de Alburquerque, del conde Fernando de Castro o de Alvar Vázquez de Losada, entre otras personalidades de la época. Alvar Vázquez, de la familia noble local de los Losada, recibió esta villa, su alfoz y la Carballeda en una donación efectuada por Juan I y que recibió en régimen de mayorazgo.
En 1451 la mitad de la villa y toda su tierra es vendida por doña Mayor de Porras a Alonso de Pimentel, tercer conde de Benavente. Este hecho conllevó, además, que el citado conde tomara posesión de su castillo. A mediados del siglo XV, tras extinguirse las dos líneas principales de la familia Losada (sólo subsistió la rama de los señores de Rionegro), los Pimentel adquirieron por donación regia la otra mitad de Puebla. Años después, los Reyes Católicos devolvieron a los Losada su mitad de la villa, motivo por el que Rodrigo Alonso de Pimentel tuvo que permutar esa propiedad a doña Leonor de Melgar, viuda de don Diego de Losada, por la hacienda que tenía en Montamarta (1489). Desde este momento, la vida política y social de la villa y su alfoz fueron dirigidas por los Condes de Benavente, que pusieron y quitaron de su cargo a diferentes alcaldes, como pudieron ser Pedro de Montemolín (1474) o Pedro de Sosa (entre 1490 y 1492).
Durante el siglo XVII, Puebla de Sanabria participó de manera principal y directa en la guerra de Restauración portuguesa al estar enclavada en pleno frente de batalla, siendo José Martínez de Salazar el gobernador de la villa durante dicho conflicto bélico. Por aquellos mismos años, las defensas de la villa fueron reedificadas y mejoradas, constando ya en 1642 la Puebla de Sanabria como plaza fortificada. No obstante, como consecuencia de la Guerra de Sucesión ocurrida en España entre los partidarios de Felipe de Anjou y el Archiduque Carlos, la villa fue ocupada en 1710 por tropas portuguesas, que la mantuvieron hasta el 24 de diciembre de 1715, año en que fue recuperada por los ejércitos españoles y entregada a la Monarquía Hispánica en virtud de la Paz de Utrecht.
Durante toda la Edad Moderna, Puebla de Sanabria fue la cabeza y capital de una receptoría, la de Sanabria, que se integraba en la provincia de las Tierras del conde de Benavente. En todo caso, al reestructurarse las provincias y crearse las actuales en 1833, Puebla pasó a formar parte de la provincia de Zamora, dentro de la Región Leonesa, pasando a encabezar en 1834 el partido judicial de Puebla de Sanabria.
En cuanto a la configuración del municipio, cabe señalar que la localidad de Ungilde se integró en el municipio de Puebla en 1967, haciendo lo propio Castellanos en 1973.

## Demografía
Puebla de Sanabria cuenta con una población de 1366 habitantes (INE 2024).
| Gráfica de evolución demográfica de Puebla de Sanabria entre 1842 y 2021 |
| |
| Población de derecho según los censos de población del INE Población de hecho según los censos de población del INEEn 1967 crece el término del municipio porque incorpora a Ungilde, en 1973 incorpora a Robleda-Cervantes |

La población de Puebla de Sanabria no ha variado mucho en los últimos 100 años. Ha habido continuos aumentos y disminuciones de población, con una tendencia a la pérdida de población en los últimos años. El crecimiento de la década de 1970 se debe a la absorción de otro municipio, Ungilde.
| Año 2024  | Puebla de Sanabria | Ungilde | Castellanos | Robledo |
| --------- | ------------------ | ------- | ----------- | ------- |
| Población | 1152               | 62      | 118         | 39      |

## Transporte y comunicaciones

### Carretera
El término municipal está atravesado por la autovía de las Rías Bajas A-52 entre los pK 80 y 81, así como por la carretera nacional N-525, que discurre paralela a la anterior, y varias carreteras provinciales: ZA-104 (comunica con Galende y con el lago de Sanabria), ZA-921 (comunica con la frontera con Portugal por Rihonor de Castilla) y ZA-925 (comunica con la frontera con Portugal por Calabor).

### Servicios ferroviarios

#### Media Distancia

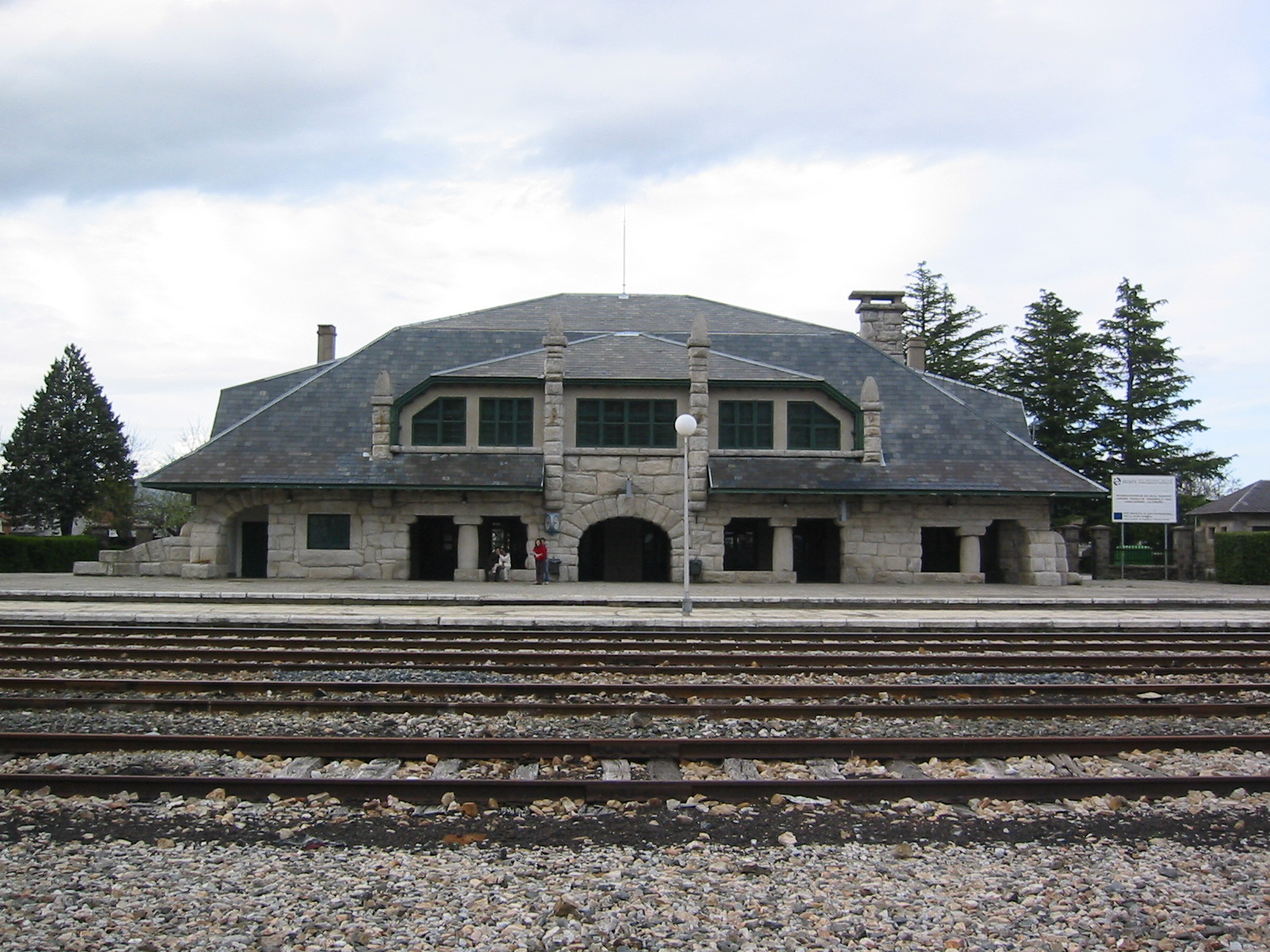
Estación de tren

Un único servicio de Media Distancia conecta cada día Puebla de Sanabria con Valladolid vía Medina del Campo. Hasta 2013 existió otro servicio diario a Orense, pero su supresión provocó el cierre definitivo de todas las estaciones intermedias entre ambas, con excepción de la estación de La Gudiña (al menos hasta la reconversión en AVE de los actuales servicios de Larga Distancia). Actualmente no pasa ningún convoy de Larga Distancia por la estación de Puebla de Sanabria, ya que todos estos servicios pasan por la nueva estación de Sanabria Alta Velocidad y por el cambiador de ancho situado entre la nueva estación y la de Pedralba de la Pradería, dejando a la estación de Puebla de Sanabria fuera del recorrido.

#### Larga Distancia
Todos los trenes diurnos de largo recorrido entre Madrid/Levante y Galicia pasaban por la estación de Puebla de Sanabria y casi todos tenían parada. Esto supuso diariamente hasta cuatro trenes Alvia. Hasta el 1 de febrero de 2016, también circulaba por esta línea y paraba en la estación de Puebla un Trenhotel (las ramas Madrid-La Coruña y Madrid-Pontevedra). No obstante, en la fecha citada y coincidiendo con la apertura de la línea de alta velocidad Olmedo-Zamora (tramo de la LAV Madrid-Galicia), esas ramas pasaron a circular acopladas a la rama Madrid-Ferrol, esto es, vía León y no vía Zamora y Puebla de Sanabria.
Con la llegada de la alta velocidad por medio de la línea de alta velocidad Madrid-Zamora-Galicia, la nueva estación de Sanabria Alta Velocidad se sitúa en la localidad de Otero de Sanabria, municipio de Palacios de Sanabria, a 7 km de Puebla de Sanabria.

### Aeropuertos cercanos
A 33 kilómetros de Puebla de Sanabria, en la parroquia de Aveleda al norte de la ciudad portuguesa de Braganza, se sitúa el aeropuerto de Braganza, con vuelos regulares de Sevenair Air Services a Lisboa (LIS) y Vila Real (VRL). El aeródromo y la pista han sido ampliados, incluyendo nuevos sistemas de navegación, nueva iluminación y facilidades de apoyo, con el fin de incrementar las aeronaves de tamaño mediano para estar a la par con otros aeropuertos regionales europeos. Dentro de los esfuerzos de Portugal para frenar el problema nacional de la despoblación en el distrito de Braganza y potenciarlo como destino turístico natural, se ha proyectado con financiación de los fondos Next Generation EU la construcción de una autovía de 2 carriles por sentido desde el aeropuerto a la frontera con España en Rionor. Esto dejará a Puebla de Sanabria del aeropuerto de Braganza en un viaje en coche de tan solo 30 minutos. Mientras, España no acaba de impulsar su parte del tramo de Rionor a Puebla de Sanabria enlazando a la autovía de las Rías Bajas, que aún reduciría más el tiempo de viaje transfronterizo hacia Braganza.

## Administración y política

### Gobierno municipal
| Periodo   | Nombre                     | Partido | Partido                                  |
| --------- | -------------------------- | ------- | ---------------------------------------- |
| 1979-1983 | José Varela Fernández      |         | Unión de Centro Democrático (UCD)        |
| 1983-1987 | José Varela Fernández      |         | Alianza Popular (AP)                     |
| 1987-1991 | Antonio Rodríguez González |         | Centro Democrático y Social (CDS)        |
| 1991-act. | José Fernández Blanco      |         | Partido Socialista Obrero Español (PSOE) |

| Partido político                         | 2023 | 2023  | 2023       | 2019 | 2019  | 2019       | 2015 | 2015  | 2015       | 2011 | 2011  | 2011       | 2007 | 2007  | 2007       | 2003 | 2003  | 2003       |
| Partido político                         | %    | Votos | Concejales | %    | Votos | Concejales | %    | Votos | Concejales | %    | Votos | Concejales | %    | Votos | Concejales | %    | Votos | Concejales |
| Partido Socialista Obrero Español (PSOE) | 336  | 35,22 | 3          | 487  | 51,10 | 5          | 571  | 65,71 | 6          | 664  | 69,53 | 7          | 679  | 61,01 | 6          | 644  | 58,33 | 5          |
| Partido Popular (PP)                     | 330  | 34,59 | 3          | 439  | 46,06 | 4          | 252  | 29,00 | 3          | 201  | 21,05 | 2          | 407  | 36,57 | 3          | 441  | 39,95 | 4          |
| Futuro (F)                               | 274  | 28,72 | 3          | —    | —     | —          | —    | —     | —          | —    | —     | —          | —    | —     | —          | —    | —     | —          |

#### Evolución de la deuda viva municipal
El concepto de deuda viva contempla solo las deudas con cajas y bancos relativas a créditos financieros, valores de renta fija y préstamos o créditos transferidos a terceros, excluyéndose, por tanto, la deuda comercial.
| Gráfica de evolución de la deuda viva del Ayuntamiento entre 2008 y 2023                                     |
| |
| Deuda viva del Ayuntamiento de Puebla de Sanabria, en miles de euros, según datos del Ministerio de Hacienda |

### Elecciones autonómicas
| Partido Socialista Obrero Español (PSOE)             | 262 | 39,2 % |
| Partido Popular (PP)                                 | 217 | 32,5 % |
| Vox                                                  | 94  | 14,1 % |
| Podemos-IU                                           | 39  | 5,8 %  |
| Unión del Pueblo Leonés (UPL)                        | 21  | 3,1 %  |
| Ciudadanos-Partido de la Ciudadanía (Cs)             | 14  | 2,1 %  |
| Partido Regionalista del País Leonés (PREPAL)        | 4   | 0,6 %  |
| Partido Castellano-Tierra Comunera (PCAS-TC)         | 4   | 0,6 %  |
| Partido Animalista Contra el Maltrato Animal (PACMA) | 3   | 0,5 %  |
| Zamora Decide                                        | 2   | 0,3 %  |
| Por Zamora                                           | 1   | 0,2 %  |

## Cultura

### Patrimonio

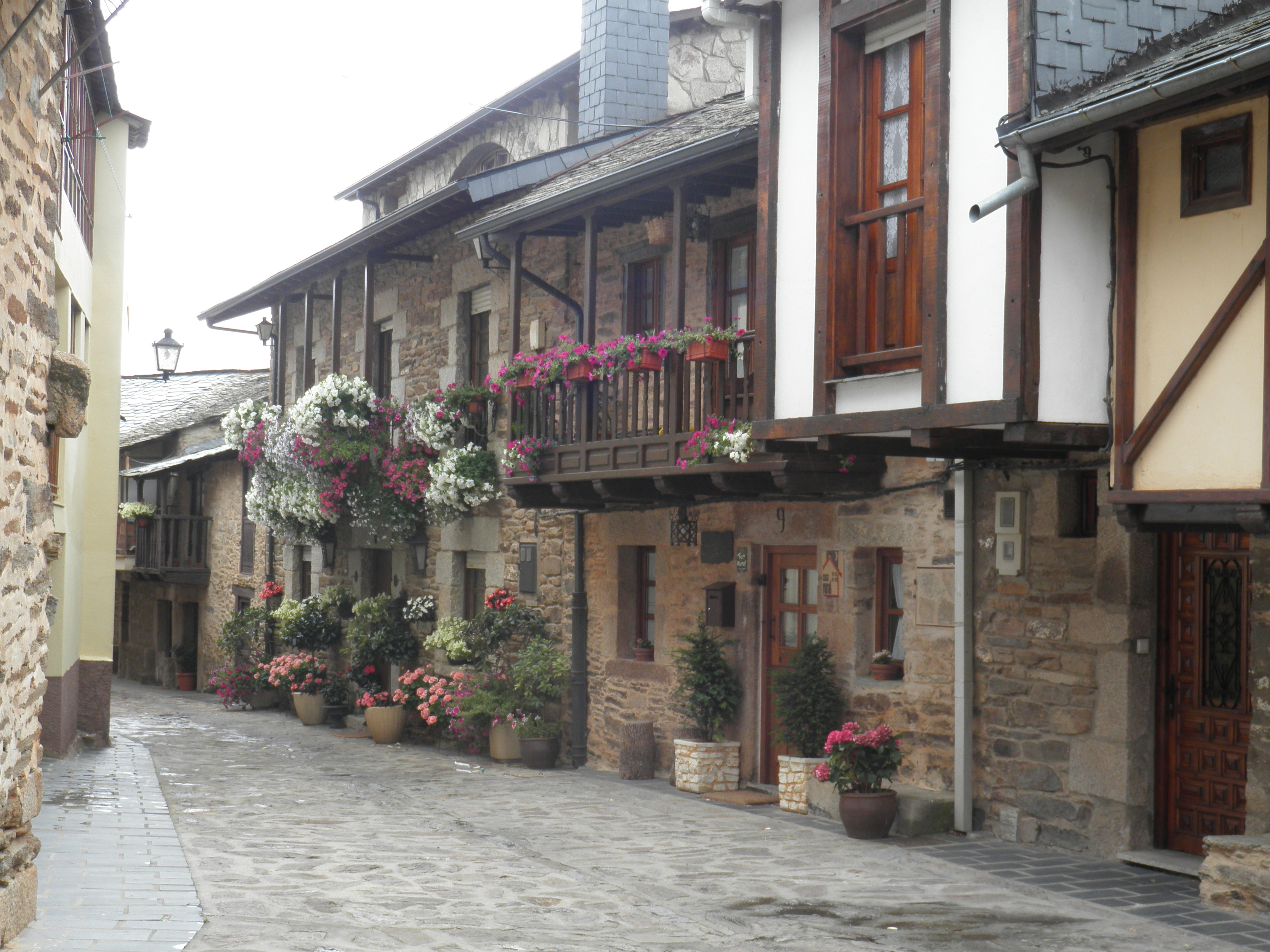
Viviendas del conjunto histórico

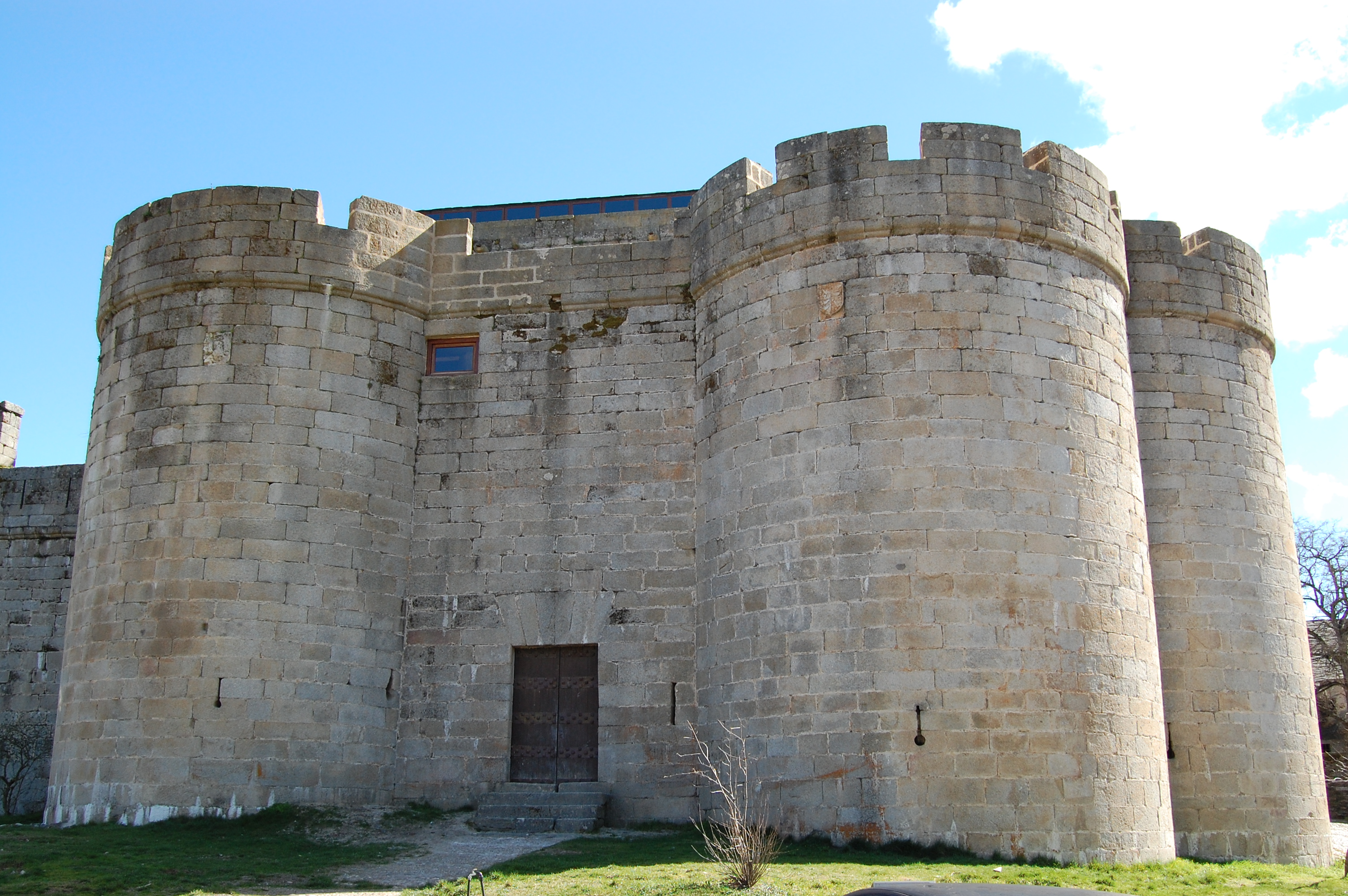
Castillo de los Condes de Benavente

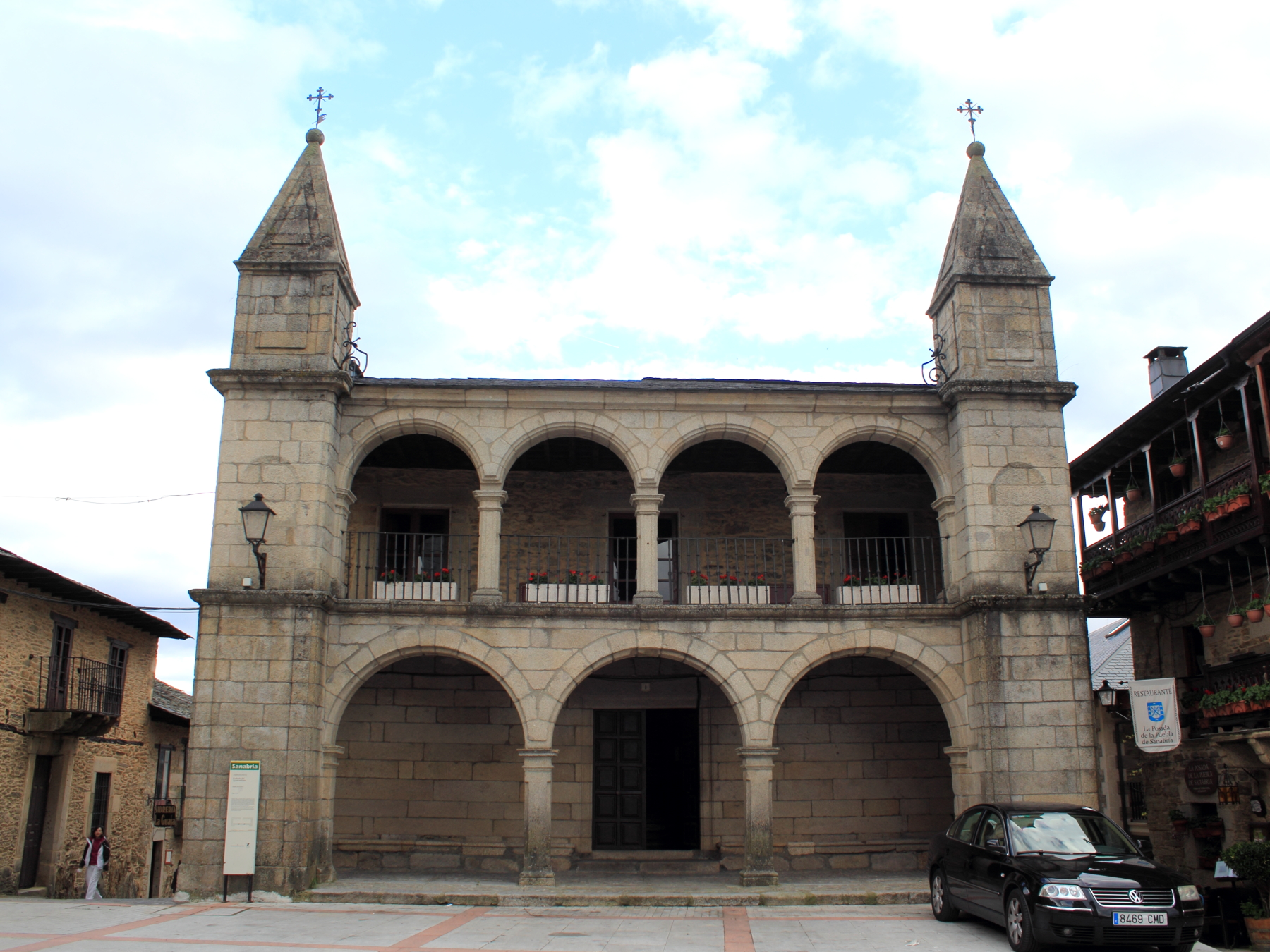
Casa consistorial

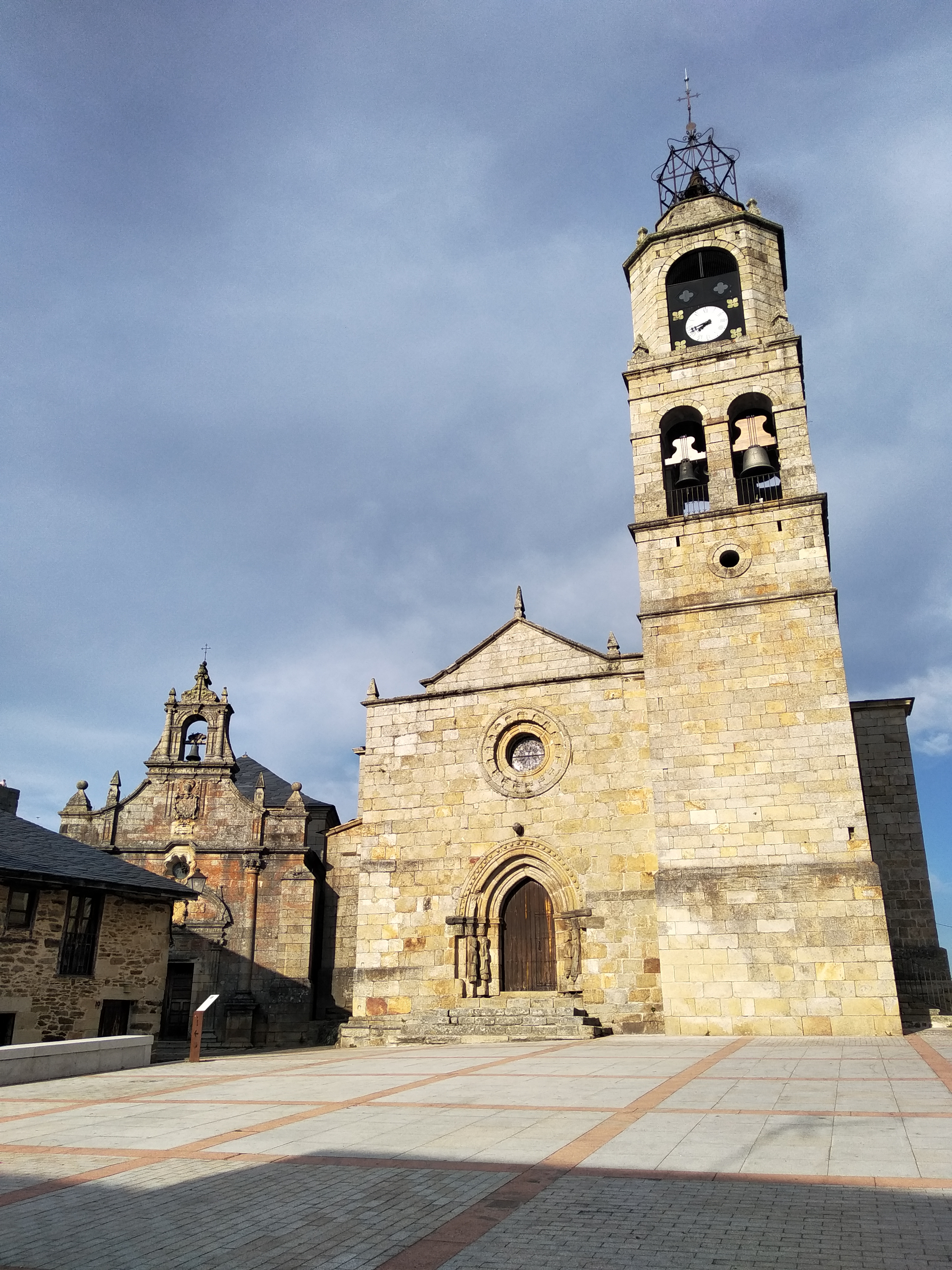
Iglesia de Santa María del Azogue

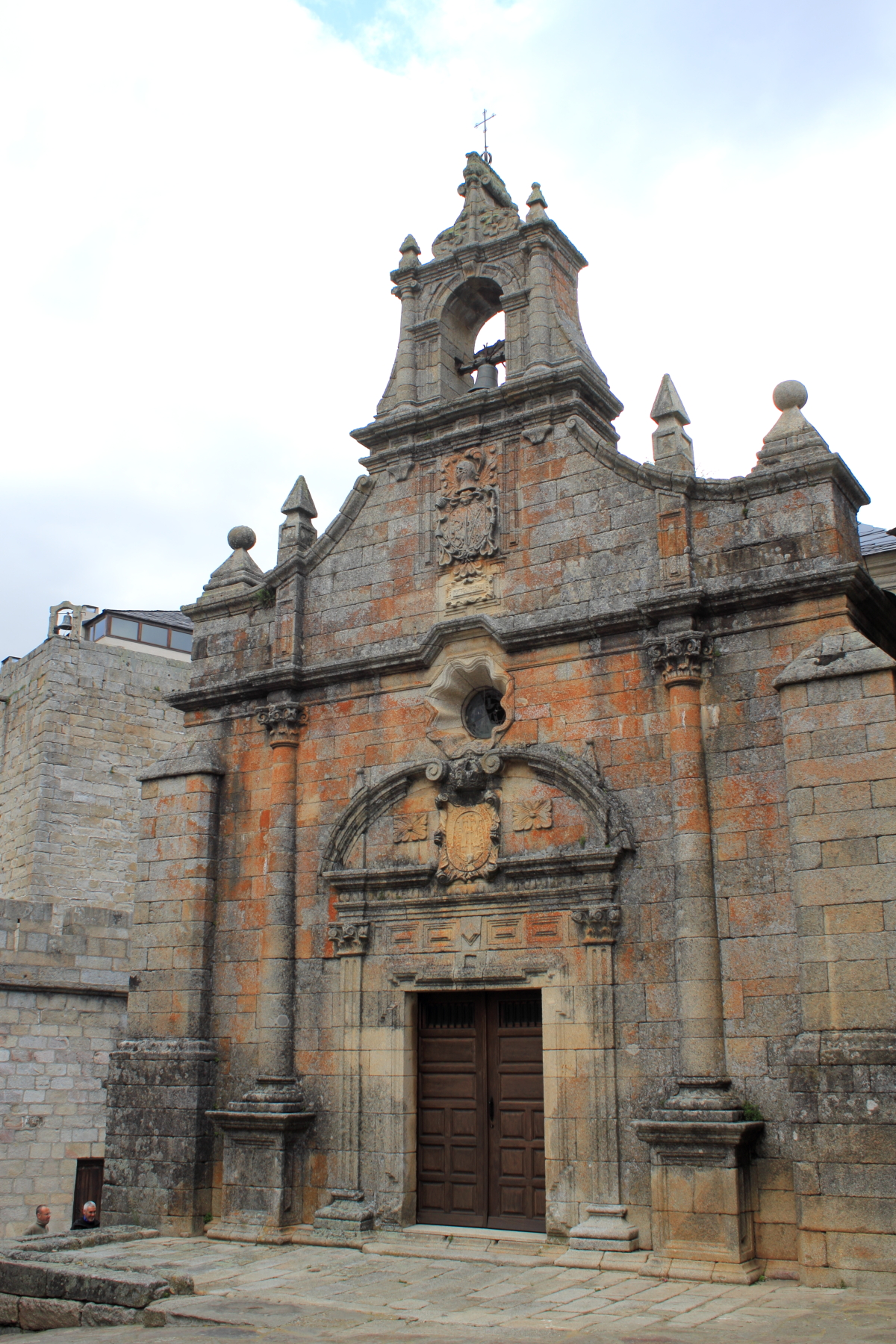
Ermita de San Cayetano

Cabe destacar el conjunto urbano de Puebla de Sanabria, resultado de las múltiples intervenciones a las que se ha visto abocada en su devenir histórico. Su extremo norte conserva las principales edificaciones, reflejo de su antiguo poder civil, militar y eclesiástico. Su recinto urbano se encuentra limitado por estructuras defensivas de la época medieval que fueron modificadas y reforzadas a partir del siglo XVII. En su interior se conservan dos núcleos diferenciados, la villa y el arrabal, ambas separadas por una vaguada natural. Existió un primer núcleo amurallado, posteriormente ampliado, en el que se construyen los edificios más nobles y significativos, como son el castillo de los condes de Benavente —edificación de la que destaca su torre del homenaje, popularmente denominada torre del Macho—, la iglesia de Santa María del Azogue, la barroca y señorial ermita de San Cayetano y la más humilde casa consistorial. La posterior ampliación hacia el sur de este primer recinto incluyó el denominado Arrabal, en el que destaca como elemento singular un pequeño humilladero correspondiente a la capilla de San Pedro del siglo XVIII.
La villa cuenta con el reconocimiento y protección derivada de su declaración de conjunto histórico y artístico, pero también algunos de sus principales inmuebles cuentan con el reconocimiento propio de la categoría de monumento, entre ellos:
- El Castillo de los Condes de Benavente, construido sobre una fortaleza plenomedieval a mediados del siglo XV (1455-1499) por Rodrigo Alonso Pimentel, IV conde de Benavente. Ocupa una posición privilegiada dentro del promontorio en el que se asienta el casco antiguo de la ciudad. Edificado en sillería de granito sobre un recinto de planta cuadrangular, es custodiado por cubos semicilíndricos que están desigualmente distribuidos, un puente levadizo y todo ello dominado por la gran torre del homenaje, interior y exenta, que se conoce popularmente como el Macho.

Esta fortificación participó activamente en las guerras con Portugal, encontrándose en 1710 en un notable estado de deterioro, por lo que se prefirió construir un nuevo fortín para proteger la frontera con Portugal. En 1887 pasó a ser propiedad del Ayuntamiento que desde entonces lo ha destinado a diversos fines. En la actualidad cumple una finalidad cultural, encontrándose en el ala norte —denominado casa del Gobernador— el centro de visitantes y la oficina municipal de turismo. La torre del homenaje es la sede del Centro de las Fortificaciones, en el que se ofrece información de la historia del castillo, de la villa y de las fortalezas de la provincia de Zamora. En el ala este se encuentra la casa de la cultura, con tres salas destinadas al salón de cctos, la biblioteca municipal y la sala de exposiciones.
- Iglesia de Santa María del Azogue, construida en el siglo XII, románica, pero con importantes transformaciones en los siglos XVI, XVII y XVIII. Se encuentra situada en la plaza Mayor, cerrando este recinto urbano por su costado oriental. Es de planta de cruz latina, con cabecera poligonal reforzada con contrafuertes y crucero con bóvedas de crucería. La puerta meridional, se encuentra situada bajo un porche situado entre la torre y el brazo sur del crucero. Consta de tres arquivoltas de medio punto abocinadas sobre jambas. La exterior decorada con flores tetrapétalas, la de en medio es un baquetón rodeado de tallos que se entrecruzan formando rombos y la interior está formada por una nacela entre dos boceles. La otra puerta, la occidental, formada por cuatro arquivoltas apuntadas. Mención aparte merecen las columnas y estatuas a ellas adosadas, realizadas en piedra pizarrosa, mientras que el resto es de granito. Sobre su clave se ve empotrado una cabeza de caballero barbado.
- Casa consistorial. Se encuentra situado en la plaza Mayor, cerrando uno de sus costados. Tiene planta rectangular, con dos altura y ha sido construido en mampostería. La fachada cuenta con un porche en la planta baja, en el que se abren tres amplios arcos de medio punto y columnas dóricas, y sobre él, como repitiendo el esquema, una galería porticada con cuatro arcos. En cada extremo hay una torrecilla, gemelas entre sí, que están cubiertas con pizarras de lajas irregulares, a la manera tradicional de la comarca de Sanabria.

También son dignos de mención el fuerte de San Carlos que se ubicó extramuros, en la salida hacia Portugal, cerca de una de las tres puertas, la de San Francisco, sobre una peña desde la que se puede tener una buena perspectiva de la villa. Tiene forma pentagonal, aún conserva restos de un foso y contrafoso. Por último, la ermita de San Cayetano (siglo XVII, barroca).

### Instalaciones culturales
Cuenta con el Museo de Gigantes y Cabezudos, situado en la calle de San Bernardo, en pleno conjunto histórico. El él se exhiben los diez gigantes y los treinta y tres cabezudos que suelen desfilar en las distintas fiestas y eventos de la villa. Los desfiles de gigantes se vinculan con la creación en 1848 de la archicofradía de Nuestra Señora de las Victorias, ya que desde ese año desfilan en las fiestas de los días siete y ocho de septiembre. En los años 50 del siglo XX, tras la prohibición de los desfiles de gigantes y cabezudos, el ayuntamiento comenzó a adquirir los distintos personajes que desfilaban y otros nuevos que ahora se exhiben en este museo.

### Fiestas

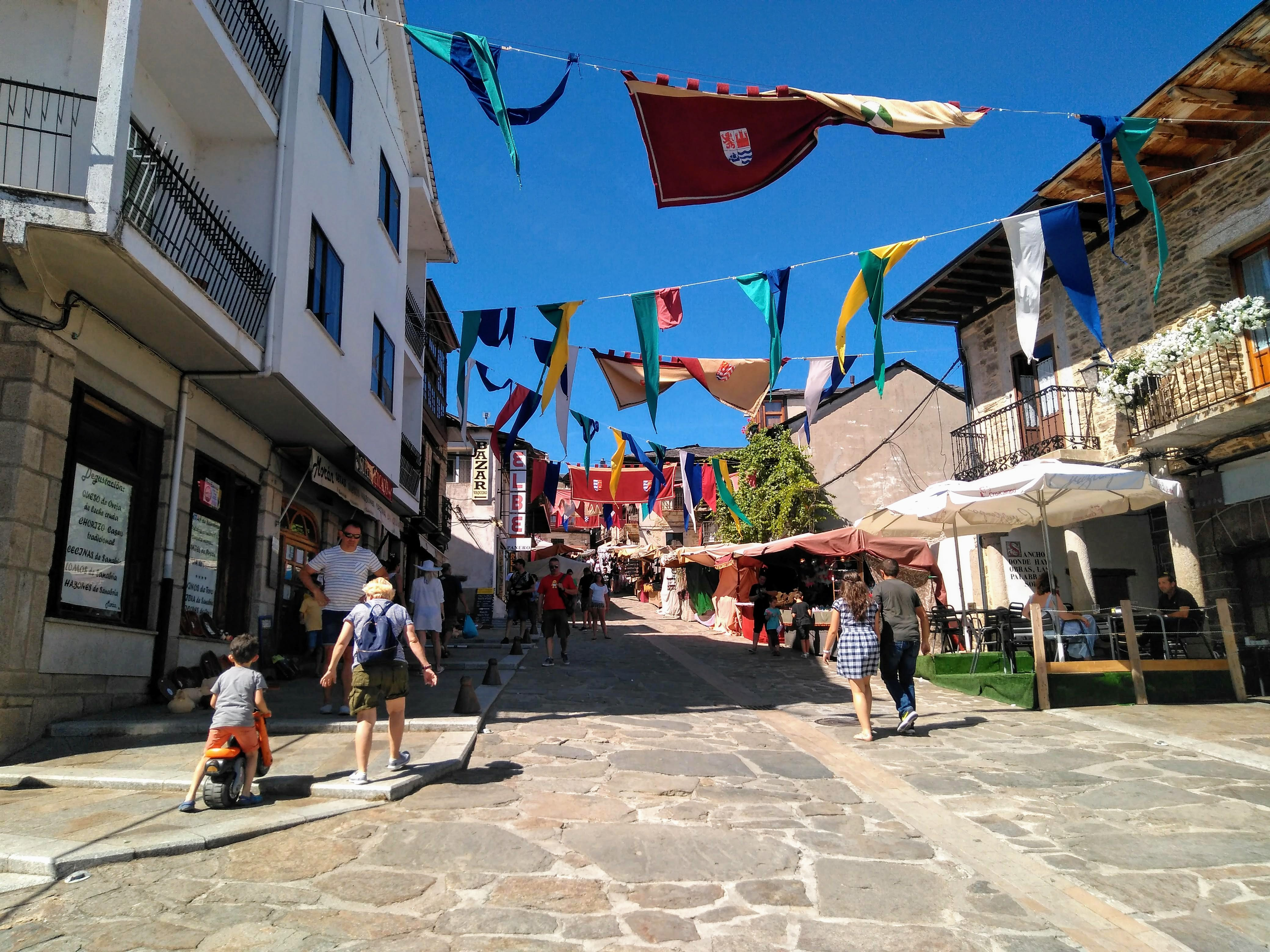
Mercado

La patrona de Puebla de Sanabria es la Virgen del Azogue cuya festividad se celebra el 15 de agosto. Aunque durante años se dejó de celebrar actualmente se organiza un mercado medieval declarado de interés turístico regional. Las grandes fiestas de Puebla de Sanabria son las fiestas en honor a la Virgen de las Victorias, cuyo día grande es el 8 de septiembre y los días 6, 7, 9 y 10 también hay fiesta. Están consideradas unas de las mejores fiestas de España debido a su pirotecnia (los toros de fuego que son lidiados a lo largo de la madrugada), desfiles de gigantes y cabezudos, el pregón y el chupinazo, conciertos y muchas más tradiciones que hacen de estas fiestas algo especial y distinto. Son las mejores de fiestas de la comarca de Sanabria sin duda.
El primer fin de semana de febrero se celebran las fiestas en honor a la Virgen de las Candelas, patrona del barrio de San Francisco de Puebla de Sanabria, son unas fiestas con un gran ambiente festivo durante el fin de semana y cuyas peculiaridades son la quema de una gran hoguera el sábado, y que las verbenas hasta el amanecer tienen lugar dentro de un gigantesco local.

### Costumbres
La villa de Puebla de Sanabria cuenta con un patrimonio cultural muy diversificado. En él aparecen el grupo de gigantes y cabezudos conservados de antes del siglo XIX. Durante las fiestas y demás acontecimientos, estos salen en pasacalles por el pueblo acompañados de la banda de gaiteros y tambores de la villa. Estos visten de traje regional con chaqueta de lino y pantalón oscuro. Las mujeres portan el atuendo sanabrés conformado por una falda larga y colorida y una bandolera; generalmente de cuero o tela preparados para la danza.
En Puebla de Sanabria y alrededores podemos distinguir una serie de bailes y danzas característicos, interpretados por los gaiteros y panderetas, a menudo acompañados de cantos. Los gigantes interpretan sus prominentes danzas al son de la música regional.

### Gastronomía
La gastronomía de Puebla, al igual que la del resto de Sanabria, está basada principalmente por los recursos de la tierra y de las aguas de su entorno. Destaca en primer lugar la trucha asalmonada del lago, pero también la carne de ternera. La influencia gallega se percibe en el pulpo a la sanabresa, preparado de forma diferente al gallego pero con cierta similitud, siendo su presencia muy frecuente en la romerías, al compás de las gaitas y bailes de esta tierra. Destacan también los habones sanabreses, de delicada textura y excelente sabor. Frecuentes son los diferentes platos de setas de temporada. Además son frecuentes otros alimentos de la zona entre los que destacan las morujas, farinatos, botillos o las rosquillas.

### Música
La zarzuela El cantar del arriero sucede en una venta próxima a la localidad.